# Lolme
Lolme ist eine französische Gemeinde mit 191 Einwohnern (Stand 1. Januar 2022) im Département Dordogne in der Region Nouvelle-Aquitaine (vor 2016: Aquitanien). Sie gehört zum Arrondissement Bergerac und zum Kanton Lalinde.
Der Name lautet in der okzitanischen Sprache L’Orme, der sich vom lateinischen ulmus (deutsch Ulme) ableitet.
Die Einwohner werden Lolmois und Lolmoises genannt.

## Geographie
Lolme liegt ca. 35 Kilometer südöstlich von Bergerac im Gebiet Bergeracois der historischen Provinz Périgord am südlichen Rand des Départements.
Umgeben wird Lolme von den Nachbargemeinden:
| Sainte-Croix |                                             | Saint-Romain-de-Monpazier |
|              | Kompassrose, die auf Nachbargemeinden zeigt | Marsalès                  |
| Rampieux     |                                             | Lavalade                  |

Lolme liegt in den Einzugsgebieten der Flüsse Dordogne und Garonne.
Der Brayssou, ein Nebenfluss des Dropt, durchquert das Gebiet der Gemeinde. Ebenso wird Lolme von der Véronne bewässert, einem Nebenfluss der Couze, zusammen mit ihrem Zufluss, dem Ruisseau du Fraisse.

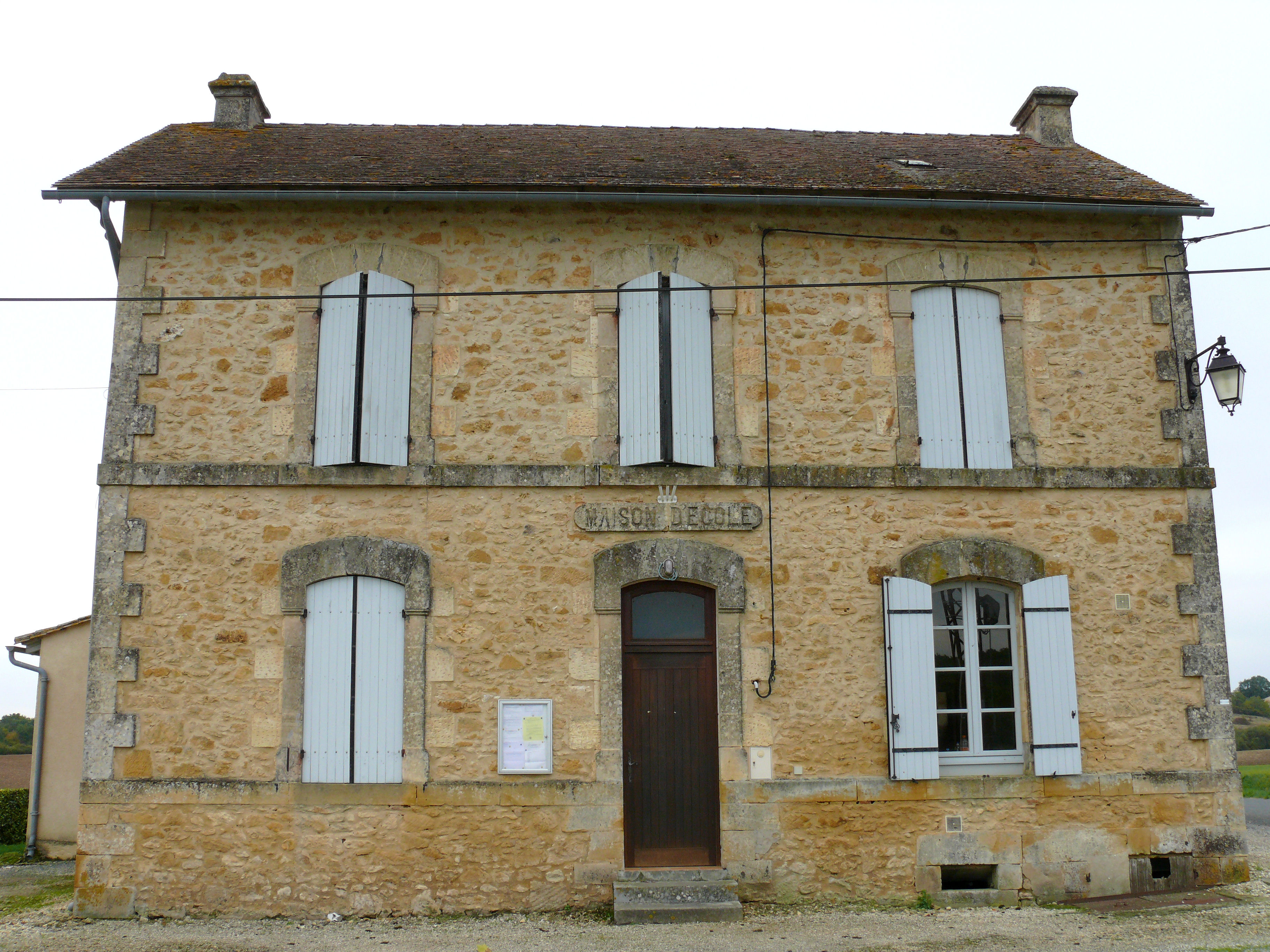
Rathaus

## Geschichte
Die Pfarrgemeinde von Lolme unterstand 1365 der Kastellanei von Montferrand. Laut dem Dictionnaire topographique du département de la Dordogne von Gourges gab es in Lolme ein Priorat, dessen exakter Standort unbekannt ist. Es wurde 1556 in den Aufzeichnungen erwähnt und war der Abtei von Souillac im heutigen Département Lot unterstellt. 1631 erfasste eine Pestepidemie den Ort, auf der eine Hungersnot folgte. 1911 besaß die Gemeinde zahlreiche Steinbrüche zu Gewinnung von Steinen für den Straßen- und Wegebau, von Baukalk und von Kalkstein.

### Einwohnerentwicklung
Nach Beginn der Aufzeichnungen stieg die Einwohnerzahl bis zur Mitte des 19. Jahrhunderts auf einen Höchststand von rund 335. In der Folgezeit sank die Größe der Gemeinde bei kurzen Erholungsphasen bis zu den 1960er Jahren auf 100 Einwohner, bevor zu Beginn des 21. Jahrhunderts eine Wachstumsphase einsetzte, die heute noch anhält.
| Jahr      | 1962 | 1968 | 1975 | 1982 | 1990 | 1999 | 2006 | 2010 | 2022 |
| --------- | ---- | ---- | ---- | ---- | ---- | ---- | ---- | ---- | ---- |
| Einwohner | 101  | 104  | 104  | 110  | 105  | 111  | 149  | 132  | 191  |

## Sehenswürdigkeiten

### Pfarrkirche Notre-Dame de la Nativité

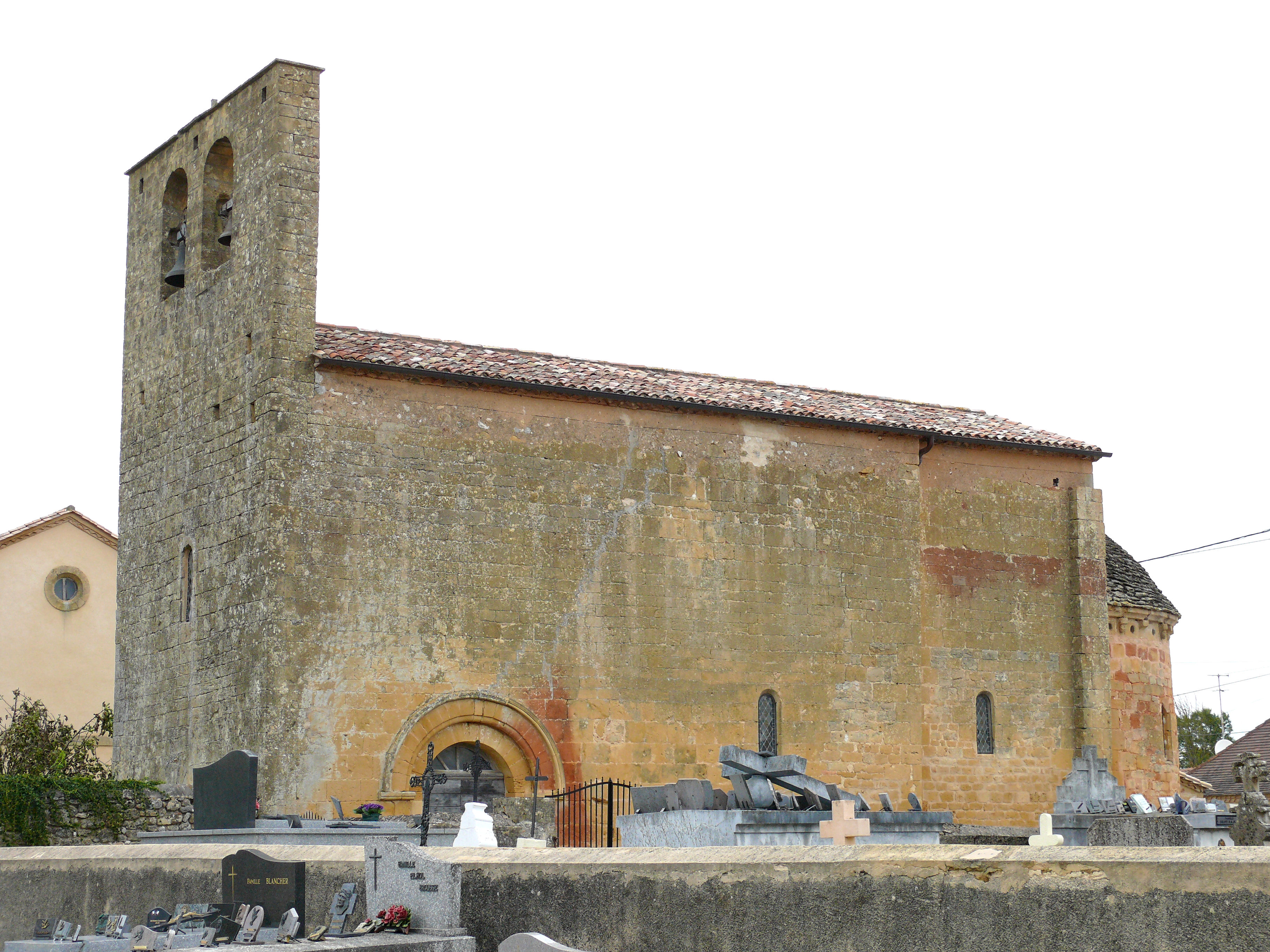
Pfarrkirche Notre-Dame de la Nativité

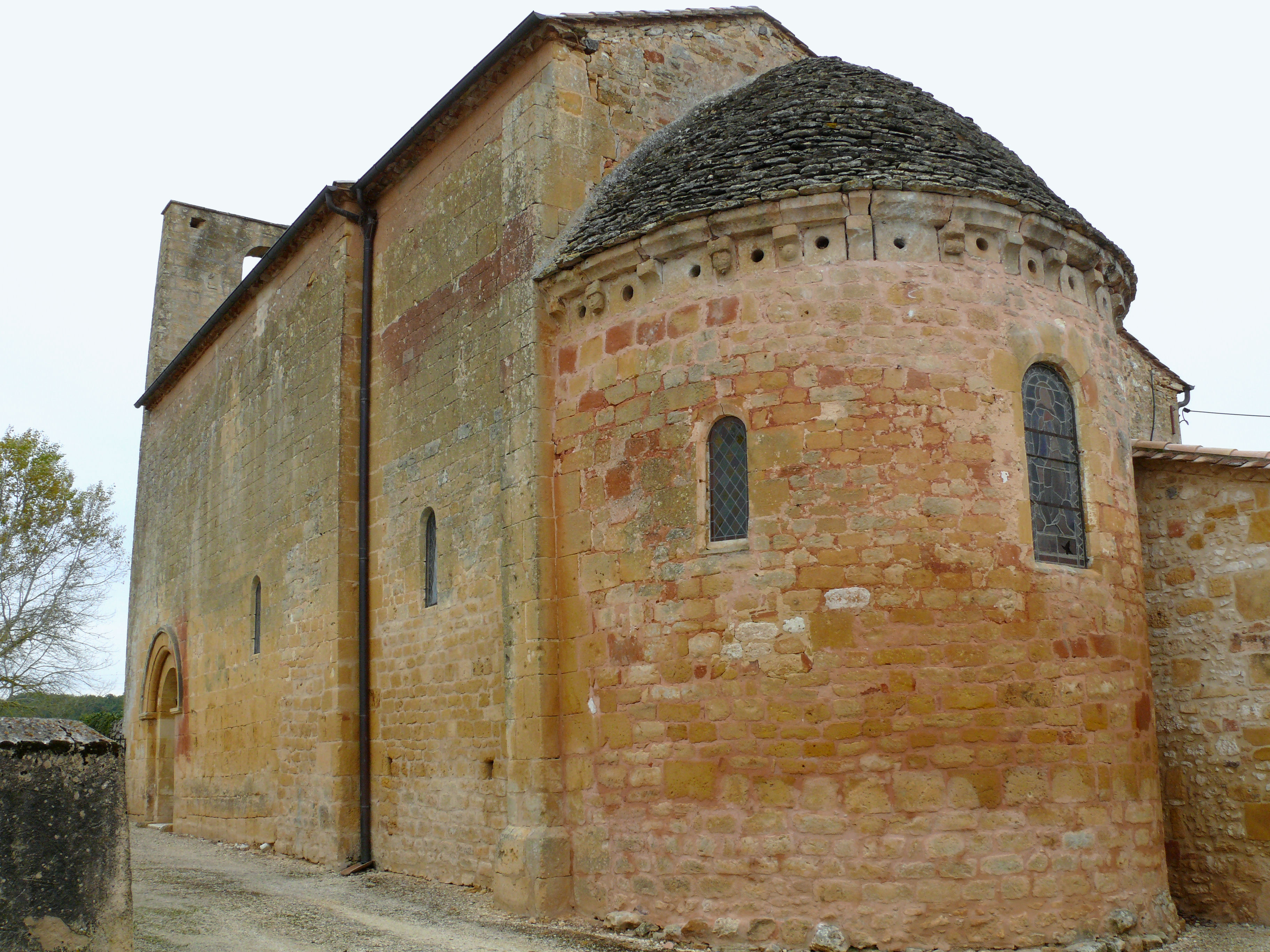
Apsis

Sie besteht aus einem Langhaus mit einer schmaleren Apsis. Eine Seitenkapelle und eine Sakristei sind zu einem späteren Zeitpunkt an der Nordseite angebaut worden. Das Langhaus misst 16,8 m in der Länge und 9,8 m in der Breite, die Kapelle 6 m in der Länge und 3,8 m in der Breite. Die Ostfassade wird durch einen massiven, schmucklosen Glockengiebel ohne Blende oder Auskragung bestimmt. Er wird oben von zwei gleichen rundbogenförmigen Öffnungen unterbrochen, die die beiden Glocken bergen. Auf der Höhe des ersten Drittels der Wand befindet sich ein Fenster, das Licht in das Langhaus einlässt. Das Eingangsportal befindet sich traditionell an der Westseite der Kirchen. Dieses ist von vergleichsweise geringer Größe, unsymmetrisch nach Norden verschoben, heute aber zugemauert. Auf der Nordseite gibt einen Eingang zum Inneren durch die Kapelle, auf der Südseite wurde nachträglich der heutige Haupteingang geschaffen. Die Archivolte über seiner Tür ist mit einer dicken Wulst in der Laibung und einer äußeren Wulst mit Nut und Abflachung verschönert. Das Ganze ruht auf Kämpfern. Das Mauerwerk der Südfassade ist mit unterschiedlich großen Steinen erbaut, und die Umarbeiten im Laufe der Jahrhunderte sind leicht zu erkennen. Sie ist ohne Strebepfeiler ausgestattet, allein am östlichen Ende des Langhauses ist die Ecke mauerartig verstärkt. Die Apsis ist im Gegensatz zum Langhaus aus kleinem Mauerwerksverband erbaut. Sie besitzt zwei rundbogenförmige Fenster, eines in der Längsachse, eines nach Süden versetzt. Ihr Dach ist mit flachen Steinen gedeckt und ruht auf einem Gesims mit Konsolen, von denen einige mit Skulpturen verschönert sind, zwei Köpfe, eine knopfähnliche Verzierung und ein Fass. Zwischen den Konsolen sind viereckigen Zwischenfelder mit runden Löchern eingelassen, wie auch an den Kirchen in Saint-Marcory und Sainte-Croix zu sehen ist.
An den Nord-, West- und Südwänden befinden sich zahlreiche in den Steinen gravierte Inschriften und Symbole und Verzierungen von Okuli auf vom Boden gemessenen Höhen zwischen 0,5 m und 1,8 m. Diverse kleine geometrische Symbole entziehen sich einer Interpretation. Christliche Kreuze sind hingegen häufig auf den verschiedenen Wänden anzutreffen, zahlreiche in Form von Tatzenkreuzen, andere in Form von lateinischen Kreuzen, die an den Enden ihrer Arme in Dreiecke auslaufen oder Schalen tragen. An der westlichen Ecke der Südwand ist ein Malteserkreuz in einem Kreis zu erkennen, dessen Enden der Arme mit drei Kugeln verziert sind. Darüber befindet sich eine Inschrift in Latein, die das Heilige Kreuz preist. Die nördliche Wand wird durch drei Nischen unterbrochen, die im Zusammenhang mit Bestattungen zu sehen sind. Die erste auf der rechten Seite ist heute zugemauert. Über ihr verläuft ein Pflanzenrankwerk, das in den Steinen graviert ist. Es ist aus Stängeln geformt, an deren Enden Blüten mit sechs Blättern zu erkennen sind. Über der linken Nische ist eine Verzierung in Form einer einfachen Rose mit sechs Blättern angebracht, über der mittleren zwei Rosetten. Ein Malteserkreuz wird in der Mitte einer dieser Rosetten von sechs Fleurons mit je drei Blättern umsäumt. Bei der anderen Rosette verschachteln sich die sechs Blätter der Blume in der Mitte mit sechs weitere Rosetten, die sie umringen. Ein interessanter Aspekt ist hierbei, dass diese Rosette eine Replik auf der gleichen Höhe im Kircheninneren besitzt. Links von den beiden Nischen und dazwischen befinden sich lateinische Inschriften, die mit der Zeit sehr beschädigt sind. Obwohl der Text in weiten Teilen unleserlich ist, lässt sich der Sinn nachvollziehen, der durch die Psalmen inspiriert ist und den Gläubigen an die Vergänglichkeit von Reichtum und die Flüchtigkeit der Zeit erinnert. Alle diese Symbole und Inschriften unterstützen die Hypothese, dass Mitglieder des Templerordens in Lolme lebten oder zumindest hier bestattet wurden. Eine Untersuchung der Morphologie der lateinischen Buchstaben der Inschriften wie die Feststellung des vollständigen Fehlens von Interpunktionen lässt sie auf das 12. oder 13. Jahrhundert datieren, ein Zeitraum. der genau in die Epoche der Templer fällt.
An der Westfassade gibt es eine weitere Besonderheit. Mehrere Konturen von Schuhen, neun an der Zahl, sind in die Wand eingeritzt. Sie können als Zeichen der Rückkehr auf einem Pilgerweg gedeutet werden. Gemäß der Hypothese der Anwesenheit von Tempelrittern lässt sich die Interpretation auf ihre Rückkehr vom Heiligen Land übertragen. Das Fehlen von Überlappungen oder Überdeckungen lässt auf einen begrenzten Kontext und einen begrenzten Zeitraum schließen, in dem sie entstanden sind.
Im Kircheninneren fällt dem Besucher die rötliche Färbung der Wände auf, die von einem Brand stammen, der zu einem unbekannten Zeitpunkt stattfand. Dieser Effekt gibt dem Innenraum heute eine intensive Tönung. Die beiden Jochen des Kirchenschiffs gehen in den halbrunden Chor über, der oben mit einer Apsiskalotte abschließt, deren Steine mit Kalkfarbe überdeckt sind. Das Tonnengewölbe stützt sich auf drei mächtige Gurtbögen, die auf Auskragungen auf beiden Seiten ruhen, verbunden mit Pilastern, die in die Wände eingelassen sind, aber leicht überstehen. Das heutige Gewölbe ist jüngeren Datums als das des ursprünglichen Baus. Der Brand hat zweifellos diesen Neubau erforderlich gemacht.

## Wirtschaft und Infrastruktur
Lolme liegt in den Zonen AOC der Noix du Périgord, der Walnüsse des Périgord, und des Nussöls des Périgord.

### Sport und Freizeit
Der GR 36, ein Fernwanderweg von Ouistreham in der Normandie nach Bourg-Madame in den östlichen Pyrenäen, führt auch durch das Gebiet der Gemeinde.

### Verkehr
Die Route départementale 660, die ehemalige Route nationale 660, durchquert das Gebiet der Gemeinde von Nordwest nach Südost und verbindet Lavalade mit Rampieux und im weiteren Verlauf mit Bergerac im Nordwesten, Monpazier im Südosten und im weiteren Verlauf mit Cahors. Außerdem ist Lolme über Nebenstraßen von der Route départementale 26E erreichbar.

## Persönlichkeiten
Martial Rouby, geboren 1895 in Lolme, gestorben in Prigonrieux, war Lyriker und Erzähler in okzitanischer Sprache.